# Three Sails
Die Three Sails (engl. drei Segel) sind drei Nunatakker, die am südlichen Ende der Heritage-Range-Bergkette des westantarktischen Ellsworthgebirges aus dem Gletschereis aufragen. Sie liegen etwa 6 Meilen (ca. 9,7 Kilometer) östlich der Redpath Peaks.
Ihren deskriptiven Namen erhielten die Erhebungen von einer geologischen Forschungsexpedition der University of Minnesota, welche die Gegend in den Jahren 1963–64 besuchte. Der Name wurde 1966 vom Advisory Committee on Antarctic Names offiziell angenommen.